# Amphisbetia pacifica
Amphisbetia pacifica är en nässeldjursart som beskrevs av Eberhard Stechow 1931. Amphisbetia pacifica ingår i släktet Amphisbetia och familjen Sertulariidae. Inga underarter finns listade i Catalogue of Life.